# جاك سوستال
ولد جاك سوستال في 3 فبراير 1912 بمونبلييه وتوفي في 6 أغسطس 1990 في نويي سور سين التابعة لأو دو سين، وهو عالم إثني وسياسي وأكاديمي فرنسي .
إنه رجل يساري، وهو معروف بكونه الحاكم العام للجزائر في بداية الحرب ومواقعه لصالح الجزائر الفرنسية في السنوات القادمة.

## روابط خارجية
- جاك سوستال على موقع الموسوعة البريطانية (الإنجليزية)
- جاك سوستال على موقع مونزينجر (الألمانية)
- جاك سوستال على موقع ميوزك برينز (الإنجليزية)